# Unternehmen Sonnenwende

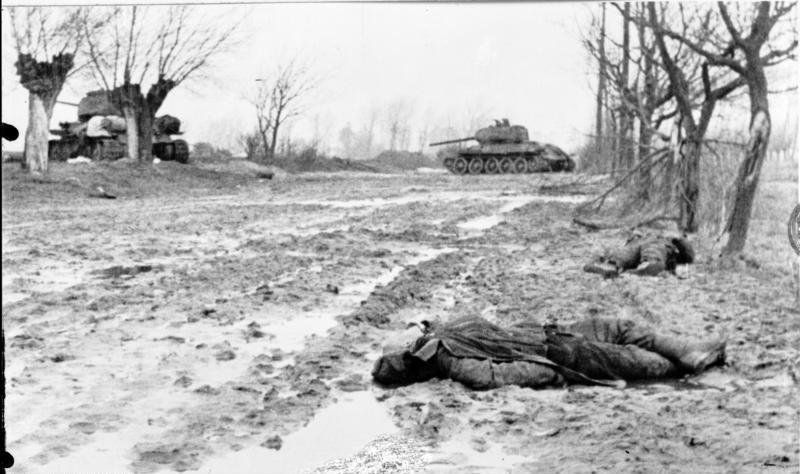
Zerstörte sowjetische T-34 Panzer und getötete Rotarmisten auf einer Straße im südlichen Pommern, 20. Februar 1945

Unternehmen Sonnenwende, auch bekannt als „Unternehmen Husarenritt“ oder die „Stargarder Panzerschlacht“, war der Deckname einer deutschen Militäroperation an der Ostfront, die vom 15. bis 18. Februar 1945 während der Schlacht um Ostpommern stattfand. Die Wehrmacht sah ursprünglich den Decknamen Husarenritt vor, aber die SS bestand auf dem Namen Sonnenwende. Ursprünglich als eine große Offensive geplant, wurde es schließlich als lokal begrenzter Angriff ausgeführt. Dieser wurde von der Roten Armee zurückgeschlagen, aber er hatte dazu beigetragen, den geplanten Angriff auf Berlin durch das sowjetische Oberkommando verschieben zu lassen.

## Planung

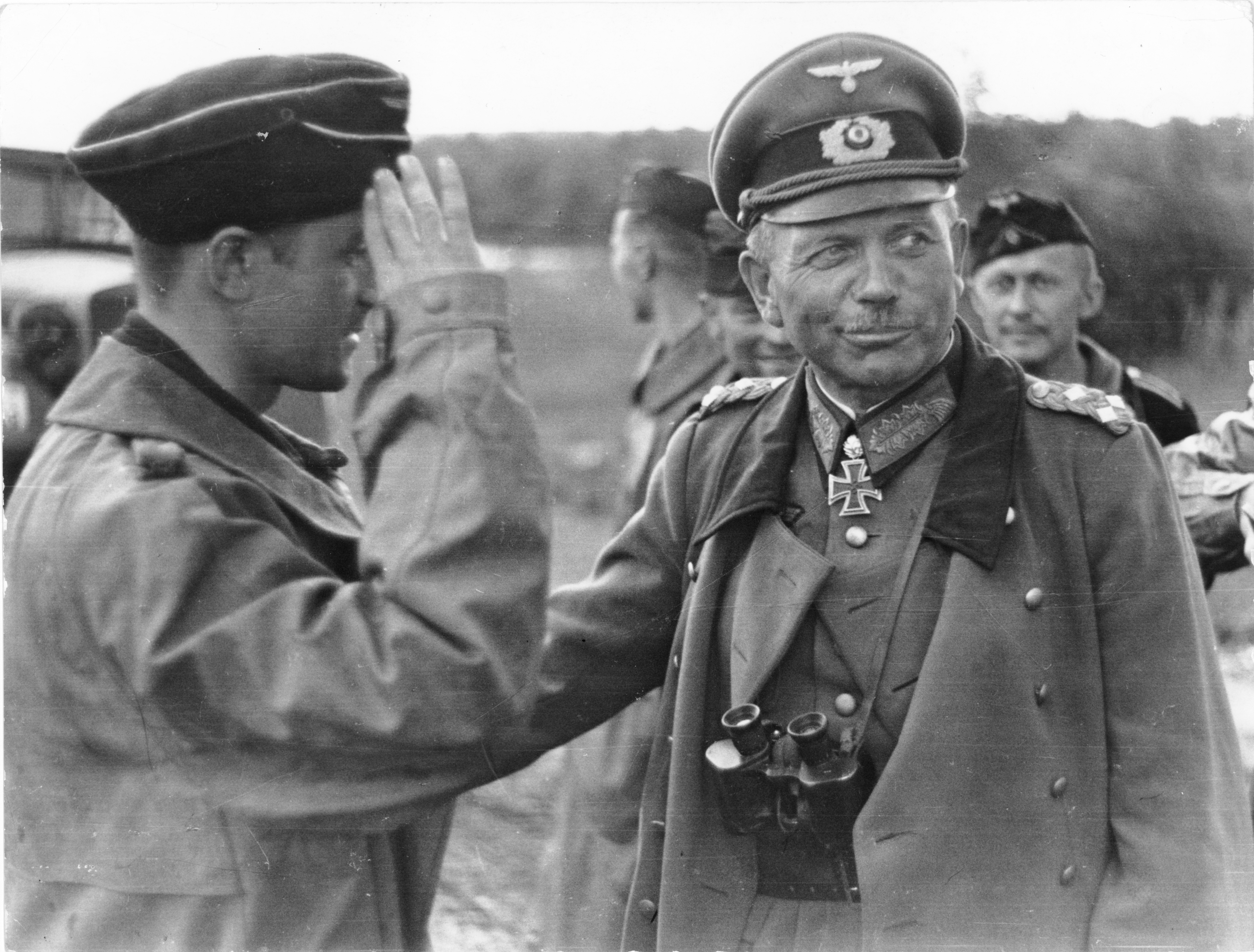
Heinz Guderian (rechts), Juli 1941

General Heinz Guderian hatte ursprünglich geplant, eine große Flankenoffensive gegen die 1. Weißrussische Front östlich der Oder ausführen zu lassen. Die sowjetischen Streitkräfte sollten sowohl aus Stargard in Pommern im Norden als auch aus Glogau in Schlesien und Guben in Brandenburg im Süden angegriffen werden. Um diese Pläne durchzuführen, forderte er, dass der Kurland-Kessel evakuiert werden sollte, sowie das Räumen von Italien und Norwegen, um ausreichend Truppen zur Verfügung zu haben.

## Ziele
In seiner endgültigen Form bestand das Unternehmen Sonnenwende aus einer stärkeren Gegenoffensive durch die drei Korps der 11. SS-Panzerarmee, die in Pommern gegen die Spitzen der 1. Weißrussischen Front eingesetzt wurden. Die deutschen Kräfte sollten zunächst entlang einer 50-km-Front rund um Stargard in Richtung Süd-Osten nach Arnswalde vorgehen. Ihr Ziel war die Befreiung der eingeschlossenen deutschen Garnison in Küstrin.

## Beteiligte Einheiten
- 11. SS-Panzerarmee (General Felix Steiner)
  - XXXIX. Panzerkorps (Generalleutnant Karl Decker)
    - Panzer-Division Holstein
    - 10. SS-Panzer-Division „Frundsberg“
    - 4. SS-Polizei-Panzergrenadier-Division
    - 28. SS-Freiwilligen-Panzergrenadier-Division „Wallonien“

  - III. (germanisches) SS-Panzerkorps (Generalleutnant Martin Unrein)
    - 11. SS-Freiwilligen-Panzergrenadier-Division „Nordland“
    - 23. SS-Freiwilligen-Panzergrenadier-Division „Nederland“
    - 27. SS-Freiwilligen-Grenadier-Division „Langemarck“
    - Führer-Begleit-Division

  - X. SS-Armeekorps (Generalleutnant Günther Krappe)
    - Führer-Grenadier-Division
    - 163. Infanterie-Division
    - 281. Infanterie-Division
    - 104. Panzer-Jagd-Brigade

## Ergebnis
Der Angriff scheiterte nach kleineren Anfangserfolgen und endete mit dem Rückzug über die Oder.